# Sociónica
Sociónica es una teoría pseudocientifica sobre el intercambio informativo en las personas y en la sociedad humana (en el sentido simplificado más práctico – sobre la compatibilidad psicológica), el concepto clave del cual es el «tipo del metabolismo informativo» (sociotipo). La sociónica fue creada a principio de los años 70 por Aušra Augustinavičiūtė a partir del trabajo de Carl Gustav Jung de los «Tipos psicológicos» y la teoría de Antoni Kepinski sobre el metabolismo informativo-energético.
El enfoque de la sociónica consiste en la construcción del modelo del metabolismo informativo que describe el análisis de las propiedades de 16 tipos posibles de metabolismo informativo, condicionados por el modelo, y comparación de estas propiedades con las manifestaciones de la psíquica de la persona. El metabolismo informativo – es el proceso de la percepción y selección de la información sobre el mundo exterior y sobre los procesos que pasan en él.
Actualmente la sociónica no es considerada una ciencia y en su mayor parte presenta más bien una metódica basada en la aplicación de los alcances teóricos de la sociónica durante la observación, análisis e interpretación del comportamiento de las personas reales (parecido a Programación neurolingüística, análisis transaccional, Terapia gestáltica, etc.) Esto condiciona la existencia de gran variedad de diferentes escuelas de sociónica, sus interpretaciones de diferentes conceptos básicos, como también los mismos conceptos básicos, pueden ser distintos. Como consecuencia, los resultados de definición de los tipos, funciones u otros conceptos pueden diferenciarse. Sobre la base de este hecho y ciertas contradicciones significativas, la mayoría de psicólogos rusos no reconoce a la sociónica como una disciplina científica. 
Respecto al estatus de la sociónica existen ciertas diferencias. Sus partidarios consideran que la sociónica o es una disciplina científica joven independiente, o es una parte de la psicología personal (o es la psicología personal).  Al mismo tiempo, en el año 1995 la Academia Rusa de Ciencias Naturales reconoció a la sociónica como un descubrimiento y condecoró a su fundadora Aušra Augustinavičiūtė con el diploma del descubrimiento y la medalla de Piotr Kapitsa. Actualmente, varias tesis dedicadas a la sociónica y sus problemas siguen siendo defendidas.

## Dicotomías de Jung
Investigando las particularidades de la psíquica humana, Jung descubrió las siguientes funciones psíquicas, que fueron el fundamento para la tipología:
- pensamiento y sentimiento;
- intuición y sensación;
- racionalidad e irracionalidad;
- extraversión e introversión

Extraversión e introversión son las actitudes generalizadas de la personalidad y le dan la modalidad a las dicotomías de pensamiento, sentimiento, intuición, y sensación. De modo que tenemos las funciones:
- pensamiento extravertido (Te), pensamiento introvertido (Ti)
- sentimiento extravertido (Fe), sentimiento introvertido (Fi)
- intuición extravertida (Ne), intuición introvertida (Ni)
- sensación extravertida (Se), sensación introvertida (Si)

Racionalidad e irracionalidad también le dan su modalidad a estas dicotomías. Pensamiento y sentimiento son funciones racionales, mientras que intuición y sensación son irracionales. La racionalidad es el modo actitudinal del raciocinio análitico que considera las cosas a fin de llegar a una conclusión «correcta» basada en valores objetivos. Y la irracionalidad es el modo actitudinal de la percepción sintética que percibe las cosas de forma general y accidental.
Aušra Augustinavičiūtė, para expresar los aspectos dicotómicos de pensamiento y sentimiento, propuso utilizar los términos «lógica» y «ética». Por lo demás, abandona el término «función» para referirse a lo que ahora llama «elemento» o «aspecto», y el término «función» lo utiliza para los componentes del Modelo A.
Dependiendo de los aspectos que dominan, todas las personas, sin excepciones, se dividen en:
- lógicos y éticos
- intuitivos y sensoriales
- extravertidos e introvertidos
- racionales e irracionales

## Elementos del metabolismo informativo y los aspectos

### Elementos del metabolismo informativo
- — P o Te (lógica de la pragmática) — valorización de las cualidades empresariales, aspiración hacia la eficacia y conveniencia de las acciones, entendimiento del funcionamiento de los mecanismos, procesos tecnológicos, capacidades de organización, enfoque en los datos fácticos.
- — L o Ti (lógica estructural) — valorización de la coherencia de la información, análisis y sistematización de la información, valorización de las relaciones de causas y consecuencias, entendimiento de las reglas formales y leyes objetivas, claridad y exactitud del pensamiento.
- — E o Fe (ética de emociones) — entendimiento del estado emocional de la persona o del grupo, manejo del humor de la gente y del fondo emocional en el grupo de las personas, expresión abierta de los sentimientos y emociones.
- — R o Fi (ética de relaciones) — valorización de las relaciones interpersonales, manipulación de las relaciones, entendimiento de las reglas del comportamiento en la sociedad, valorización moral de la conducta de la gente, análisis de los sentimientos o principios propios y ajenos.
- — I o Ne (intuición de posibilidades) — percepción multiforme e íntegra del mundo, valorización de las cualidades, potenciales y posibilidades de los sistemas y fenómenos, percepción de las capacidades de las personas, valorización de perspectivas, consideración de las alternativas, elección de las decisiones óptimas, tendencia innovadora del pensamiento.
- — T o Ni (intuición del tiempo) — abstracción, generalización y correlación de los tiempos, percepción del desarrollo de los acontecimientos, capacidad para la ideación de las contingencias, valorización de las pérdidas del tiempo, apreciación de la dilación y del kairós, propensión al ensimismamiento contemplativo.
- — F o Se (apreciación de la fuerza) — sensación del espacio circundante, valorización del aspecto exterior de los objetos, de la fuerza física y cualidades volitivas de las personas, valorización de las distribuciones de las fuerzas, perseverancia, cualidades emprendedoras, aspiración hacia el liderazgo.
- — S o Si (apreciación de las sensaciones) — percepción íntima de las sensaciones de los órganos del sentido, entendimiento del estado físico de la persona, aspiración hacia el bienestar y la comodidad, apreciación de la calidad de las sensaciones, placeres exquisitos.

Los elementos marcados con el color negro se consideran extravertidos, y con el color blanco introvertidos.

### Aspectos del mundo
En ciertas fuentes los aspectos del mundo se presentan como base inicial de los aspectos del metabolismo informativo y de las funciones sociónicas. El aspecto del mundo se considera como cierta parte de la realidad física, con la cual interactúan 8 funciones. La división de la realidad en los aspectos está hecha sobre la base de tales conceptos fundamentales como: Materia, Energía, Espacio y Tiempo, pero a la materia le corresponde lógica, a la energía – ética, al espacio – sensación, y al tiempo – intuición.
Además, cada elemento puede considerarse por sí solo, como también en la relación con otro elemento similar, de este modo los elementos se dividen en absolutos (negros) y relativos (blancos). El aspecto absoluto es el que existe, se considera y se valoriza por sí solo, sin relación alguna, sin dependencia de nada. El aspecto relativo es el que se define por la comparación, equiparación con el otro
Hay que remarcar que esta idea sobre los aspectos del mundo sobre las bases iniciales de las funciones de Carl Gustav Jung, no es compartida desde luego por todos los sociónicos, y la terminología que se utiliza en las descripciones de los aspectos provoca comentarios críticos. En realidad, las ideas sobre los aspectos salen desde la esfera de los hechos científicamente verificables a la esfera de las ideas filosóficas, en las que notablemente se siente la influencia del "Materialismo Dialéctico" soviético.

## Sociotipos
Sociotipo — también llamado tipo del metabolismo informativo – es el tipo de la psíquica de la persona que se define por la ubicación mutua de las funciones. El sociotipo define las posibilidades de la persona, por su interacción con la realidad que lo rodea y las relaciones con la gente, sus lados fuertes y débiles. Una de las particularidades importantes de la sociónica es la tipología – definición del tipo del metabolismo informativo que modela de la manera más próxima la expresión actitudinal de la persona en diferentes situaciones.

### 16 tipos sociónicos
Al dividir todo el soción en cuatro dicotomías se forman 16 sociotipos. Cada uno se identifica con un nombre formal, una sigla de tres o cuatro letras, y con símbolos geométricos que representan los dos primeros elementos del sociotipo. Cada sociotipo también se etiqueta con apodos que, de cierto modo simbólico, ilustran la índole del sociotipo en la sociedad. Se incluye también en esta tabla los tipos de MBTI que corresponden a cada sociotipo según las funciones y los elementos que los conforman, sin embargo no hay una equivalencia exacta debido a las diferencias teóricas entre los dos sistemas. Por lo demás, los ejemplos en esta tabla se basan en la sociónica y no en el MBTI.
Las siglas cuadrilíteras están más difundidas en la comunidad anglosajona a causa de su similitud con las siglas de MBTI. En estas siglas la última letra indica la condición o modalidad del primer elemento del sociotipo. La jota miníscula indica que el primer elemento es de carácter racional, y la pe miníscula que es de carácter irracional. En el MBTI la última letra indica lo mismo pero en este caso se utilizan los términos «calificativo» (racional) y «perceptivo» (irracional), y, en los tipos de personalidad introvertida, la letra hace referencia no a la primera sino a la segunda función.
| Nombre Formal (siglas)              | Elementos del Ego (símbolos) | Siglas (sociónica) | Siglas de MBTI (funciones) | Ejemplos                               | Apodos                   |
| ----------------------------------- | ---------------------------- | ------------------ | -------------------------- | -------------------------------------- | ------------------------ |
| Lógico Sensitivo Extravertido (LSE) |                              | ESTj               | ESTJ Te Si Ne Fi           | - Richard Dawkins - Christine Lagarde  | Administrador, director  |
| Lógico Intuitivo Extravertido (LIE) |                              | ENTj               | ENTJ Te Ni Se Fi           | - Bill Gates - Ayn Rand                | Empresario, pionero      |
| Ético Sensitivo Extravertido (ESE)  |                              | ESFj               | ESFJ Fe Si Ne Ti           | - Shakira - Francisco                  | Animador, entusiasta     |
| Ético Intuitivo Extravertido (EIE)  |                              | ENFj               | ENFJ Fe Ni Se Ti           | - Salvador Dalí - Lady Gaga            | Maestro, actor           |
| Sensitivo Lógico Extravertido (SLE) |                              | ESTp               | ESTP Se Ti Fe Ni           | - Donald Trump - Dilma Rousseff        | Conquistador, legionario |
| Sensitivo Ético Extravertido (SEE)  |                              | ESFp               | ESFP Se Fi Te Ni           | - Cristiano Ronaldo - Elizabeth Taylor | Político, embajador      |
| Intuitivo Lógico Extravertido (ILE) |                              | ENTp               | ENTP Ne Ti Fe Si           | - Elon Musk - Albert Einstein          | Inventor, investigador   |
| Intuitivo Ético Extravertido (IEE)  |                              | ENFp               | ENFP Ne Fi Te Si           | - Mark Twain - Ellen DeGeneres         | Psicólogo, reportero     |
| Lógico Sensitivo Introvertido (LSI) |                              | ISTj               | ISTP Ti Se Ni Fe           | - Che Guevara - Hillary Clinton        | Inspector, comisario     |
| Lógico Intuitivo Introvertido (LII) |                              | INTj               | INTP Ti Ne Si Fe           | - Benedicto XVI - Angela Merkel        | Analista, proyectista    |
| Ético Intuitivo Introvertido (EII)  |                              | INFj               | INFP Fi Ne Si Te           | - Hayao Miyazaki - J. K. Rowling       | Empático, humanitario    |
| Ético Sensitivo Introvertido (ESI)  |                              | ISFj               | ISFP Fi Se Ni Te           | - Robert De Niro - Marine Le Pen       | Guardián, curador        |
| Sensitivo Lógico Introvertido (SLI) |                              | ISTp               | ISTJ Si Te Fi Ne           | - Lionel Messi - Kristen Stewart       | Artesano, técnico        |
| Sensitivo Ético Introvertido (SEI)  |                              | ISFp               | ISFJ Si Fe Ti Ne           | - Antoni Gaudí - Gwyneth Paltrow       | Mediador, pacificador    |
| Intuitivo Lógico Introvertido (ILI) |                              | INTp               | INTJ Ni Te Fi Se           | - Isaac Newton - Marie Curie           | Crítico, observador      |
| Intuitivo Ético Introvertido (IEI)  |                              | INFp               | INFJ Ni Fe Ti Se           | - Barack Obama - Diana de Gales        | Romántico, trovador      |

Según la teoría de la sociónica, el sociotipo de la persona es relativamente inmutable durante toda la vida, aunque el llenado de distintas funciones y aspectos puede variar.

#### Nomenclatura y arquetipos
Existen distintas formas de nomenclatura para referirse a los sociotipos. La más común es la sigla de tres letras del nombre formal; las siglas de dos letras, introducidas por Víctor Gulenko, están compuestas por los dos primeros elementos del sociotipo (Fuerza, Ideas, Emociones, Relaciones, Tiempo, Sensaciones, Lógica, y Pragmatismo); y las de cuatro letras provienen de las dicotomías de Jung y el MBTI. Otro método que se utiliza con frecuencia en la comunidad de sociónica rusa es el de aplicar los nombres de personajes conocidos que ejemplifican a cada uno de los sociotipos.
| Nombre formal                 | Símbolos | Tres letras | Dos letras | Cuatro letras | Arquetipo/seudónimo |
| ----------------------------- | -------- | ----------- | ---------- | ------------- | ------------------- |
| Intuitivo lógico extravertido |          | ILE         | IL         | ENTp          | Don Quijote         |
| Sensitivo ético introvertido  |          | SEI         | SE         | ISFp          | Alexandre Dumas     |
| Ético sensitivo extravertido  |          | ESE         | ES         | ESFj          | Víctor Hugo         |
| Lógico intuitivo introvertido |          | LII         | LI         | INTj          | Robespierre         |
| Ético intuitivo extravertido  |          | EIE         | ET         | ENFj          | Hamlet              |
| Lógico sensitivo introvertido |          | LSI         | LF         | ISTj          | Máximo Gorki        |
| Sensitivo lógico extravertido |          | SLE         | FL         | ESTp          | Georgy Zhukov       |
| Intuitivo ético introvertido  |          | IEI         | TE         | INFp          | Serguei Yesenin     |
| Sensitivo ético extravertido  |          | SEE         | FR         | ESFp          | Julio César         |
| Intuitivo lógico introvertido |          | ILI         | TP         | INTp          | Honoré de Balzac    |
| Lógico intuitivo extravertido |          | LIE         | PT         | ENTj          | Jack London         |
| Ético sensitivo introvertido  |          | ESI         | RF         | ISFj          | Theodore Dreiser    |
| Lógico sensitivo extravertido |          | LSE         | PS         | ESTj          | Sherlock Holmes     |
| Ético intuitivo introvertido  |          | EII         | RI         | INFj          | Dostoyevski         |
| Intuitivo ético extravertido  |          | IEE         | IR         | ENFp          | Thomas Huxley       |
| Sensitivo lógico introvertido |          | SLI         | SP         | ISTp          | Jean Gabin          |

## Modelo A
La fundadora de la sociónica Aušra Augustinavičiūtė desarrolló el modelo de funcionamiento de la psíquica de la persona en un esquema ilustrativo de la ubicación de los aspectos sociónicos, en forma de un rectángulo 2x4 con cuatro bloques horizontales y dos filas verticales, que después recibió la denominación «Modelo A». El Modelo A no solo describe la configuración de los elementos en la psíquica de una persona, sino también refleja su reacción hacia los aspectos de información de los demás, de esta manera da la clave a sus relaciones con los representantes de diferentes tipos.
La función es un componente del Modelo A y explica cómo se manifiestan los elementos o aspectos que determinan los patrones de comportamiento, y cómo estos influyen en las relaciones con las demás personas. Hay 8 funciones para cada elemento de información, lo que distingue a la sociónica del MBTI y de Jung, ya que estos solo consideran que hay 4 elementos en cada tipo de personalidad.
- 1.ª función — «básica»: define el modo de ser o el modo de vida fundamental, y es el estado psíquico de más autoconfianza. La realidad se filtra, más que nada, por medio de esta función y se podría llamar el «programa» del individuo.
- 2.ª función — «creativa»: define el mecanismo de la actividad y el modo de realización. Se caracteriza por la flexibilidad en la implementación de las motivaciones de la 1.ª función.
- 3.ª función — «representativa»: reconocimiento de debilidad, pero la persona trata de demostrarse competente en este aspecto cuando la situación la requiere, esto resulta incómodo cuando se utiliza por mucho tiempo. Se podría decir que esta es como una «careta» que la persona adopta temporalmente en determinadas ocasiones.
- 4.ª función — «vulnerable»: la función más problemática por ser la más débil y no deseada. La persona reconoce su debilidad y percibe la información de una manera exagerada o incompleta, y esta incertidumbre hace que la persona no sepa cómo interactuar con estos aspectos de la realidad. Al ser fuente de ansiedad, hipersensibilidad, o fastidio, hay tendencia a evadir estos aspectos.
- 5.ª función — «sugestiva»: la misma debilidad que la 4.ª función, pero, al contrario de la anterior, la persona no siente rechazo o fastidio, y percibe la información con aprecio y agradecimiento. Al ser débil en este aspecto, la persona mantiene una actidud pasiva y prefiere dejar que otros se hagan cargo. Hay una gran receptividad a la ayuda, consejos, y críticas en este aspecto. Al mismo tiempo la persona difícilmente se da cuenta de sus necesidades, hasta que no aparezcan problemas concretos – «quiero algo, pero qué concretamente – no se entiende».
- 6.ª función — «activadora»: débil y deseada al igual que la 5.ª función. La persona también busca y acepta el apoyo externo, pero, a diferencia de la anterior, tiende a activar este aspecto por su propia cuenta, a veces con resultados mediocres o bochornosos. La persona necesita experiencia personal y ayuda para desarrollar esta función.
- 7.ª función — «observadora»: reprimida pero capaz. La persona percibe y procesa la información hábilmente pero con desinterés. Se activa siempre que la 1.ª función la necesite. Suele expresar advertencias o recomendaciones en forma oral. Actividad prolongada en este aspecto resulta aburrido.
- 8.ª función — «demostrativa»: iguál de hábil que la 1.ª función pero reprimida. Se activa con bastante frecuencia y por lo general se manifiesta con hechos y sin palabras. La persona no considera este aspecto de mucha importancia y rechaza cualquier enfoque en esta línea.[15]

Las funciones 1 y 2 forman el bloque del Ego, 3 y 4 el bloque del Superego, 5 y 6 el bloque del Superid, y 7 y 8 el bloque del Id. Los bloques del Ego y Superego (1, 2, 3, 4) forman el círculo mental, mientras que los bloques del Id y Superid (5, 6, 7, 8) forman el círculo vital. Las funciones 1, 2, 7, 8 son fuertes, y 3, 4, 5, 6 son débiles.
Según la teoría de dimensiones de A.V. Bukalov (la cual no está reconocida por todos los sociónicos), las cuadridimensionales son 1 y 8, tridimensionales son 2 y 7, bidimensionales 3 y 6, y unidimensionales 4 y 5.

### Ubicación de los elementos en el modelo A
Cada sociotipo se compone de una configuración particular de los elementos. En la sociónica se utilizan los símbolos geométricos ubicados en las funciones del Modelo A según cada sociotipo.

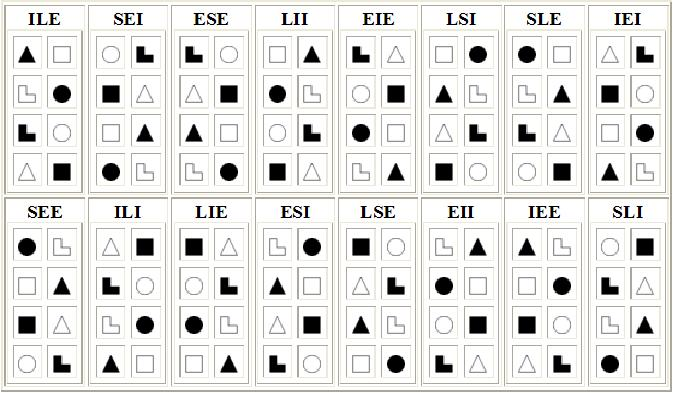
Ubicación de los elementos en cada sociotipo

## Relaciones entre sociotipos
Las relaciones entre los representantes de los sociotipos están condicionadas por la ubicación de los elementos sociónicos en el Modelo A. Entre las personas con diferentes sociotipos habrá diferentes tipos de relaciones, ya que cada tipo percibe y procesa la información a su manera. Existen varios tipos de relaciones entre distintos sociotipos y estas poco dependen de las aspiraciones y ganas de las personas.
Según la teoría de las relaciones entre los sociotipos, existen 14 especies de estas relaciones: identidad, dualidad, reflejo, activación, allegadas, semi-duales, negocio, espejismo, extinguibles, superego, cuasi-identidad, conflicto, beneficio, y supervisión. Todas las especies de las relaciones entre los sociotipos, salvo las de beneficio y supervisión, son simétricas; las relaciones de beneficio y de supervisión son asimétricas.

### Tabla de relaciones entre tipos
|     | ILE | SEI | ESE | LII | EIE | LSI | SLE | IEI | SEE | ILI | LIE | ESI | LSE | EII | IEE | SLI |
| --- | --- | --- | --- | --- | --- | --- | --- | --- | --- | --- | --- | --- | --- | --- | --- | --- |
| ILE | Id  | Du  | Ac  | Mr  | Bn+ | Sv+ | Cp  | Mg  | Se  | Ex  | Qid | Cf  | Bn- | Sv- | Cg  | Sd  |
| SEI | Du  | Id  | Mr  | Ac  | Sv+ | Bn+ | Mg  | Cp  | Ex  | Se  | Cf  | Qid | Sv- | Bn- | Sd  | Cg  |
| ESE | Ac  | Mr  | Id  | Du  | Cg  | Sd  | Bn- | Sv- | Qid | Cf  | Se  | Ex  | Cp  | Mg  | Bn+ | Sv+ |
| LII | Mr  | Ac  | Du  | Id  | Sd  | Cg  | Sv- | Bn- | Cf  | Qid | Ex  | Se  | Mg  | Cp  | Sv+ | Bn+ |
| EIE | Bn- | Sv- | Cg  | Sd  | Id  | Du  | Ac  | Mr  | Bn+ | Sv+ | Cp  | Mg  | Se  | Ex  | Qid | Cf  |
| LSI | Sv- | Bn- | Sd  | Cg  | Du  | Id  | Mr  | Ac  | Sv+ | Bn+ | Mg  | Cp  | Ex  | Se  | Cf  | Qid |
| SLE | Cp  | Mg  | Bn+ | Sv+ | Ac  | Mr  | Id  | Du  | Cg  | Sd  | Bn- | Sv- | Qid | Cf  | Se  | Ex  |
| IEI | Mg  | Cp  | Sv+ | Bn+ | Mr  | Ac  | Du  | Id  | Sd  | Cg  | Sv- | Bn- | Cf  | Qid | Ex  | Se  |
| SEE | Se  | Ex  | Qid | Cf  | Bn- | Sv- | Cg  | Sd  | Id  | Du  | Ac  | Mr  | Bn+ | Sv+ | Cp  | Mg  |
| ILI | Ex  | Se  | Cf  | Qid | Sv- | Bn- | Sd  | Cg  | Du  | Id  | Mr  | Ac  | Sv+ | Bn+ | Mg  | Cp  |
| LIE | Qid | Cf  | Se  | Ex  | Cp  | Mg  | Bn+ | Sv+ | Ac  | Mr  | Id  | Du  | Cg  | Sd  | Bn- | Sv- |
| ESI | Cf  | Qid | Ex  | Se  | Mg  | Cp  | Sv+ | Bn+ | Mr  | Ac  | Du  | Id  | Sd  | Cg  | Sv- | Bn- |
| LSE | Bn+ | Sv+ | Cp  | Mg  | Se  | Ex  | Qid | Cf  | Bn- | Sv- | Cg  | Sd  | Id  | Du  | Ac  | Mr  |
| EII | Sv+ | Bn+ | Mg  | Cp  | Ex  | Se  | Cf  | Qid | Sv- | Bn- | Sd  | Cg  | Du  | Id  | Mr  | Ac  |
| IEE | Cg  | Sd  | Bn- | Sv- | Qid | Cf  | Se  | Ex  | Cp  | Mg  | Bn+ | Sv+ | Ac  | Mr  | Id  | Du  |
| SLI | Sd  | Cg  | Sv- | Bn- | Cf  | Qid | Ex  | Se  | Mg  | Cp  | Sv+ | Bn+ | Mr  | Ac  | Du  | Id  |

Abreviaciones: Du - Dualidad; Ac - Activación; Sd - Semi-dualidad; Mg - Espejismo; Mr - Reflejo; Id - Identidad; Cp - Negocio; Cg - Allegadas; Qid - Cuasi-identidad; Ex - Extinguible; Se - Superego; Cf - Conflicto; Beneficio: Bn+ - Benefactor, Bn- - Beneficiado; Supervisión: Sv+ - Supervisor, Sv- - Supervisado.

## Pequeños grupos

### Cuadra sociónica
Los sociotipos que valoran los mismos elementos (1, 2, 5, 6) pertenencen a la misma «cuadra». En una cuadra existen las relaciones de identidad, dualidad, reflejo y de activación. Estas relaciones son de las más favorables ya que los sociotipos tienen expectativas y puntos fuertes que se corresponden.
- Primera cuadra — «Alfa» — ILE, SEI, ESE y LII.
- Segunda cuadra — «Beta» — EIE, LSI, SLE y IEI.
- Tercera cuadra — «Gamma» — SEE, ILI, LIE y ESI.
- Cuarta cuadra — «Delta» — LSE, EII, IEE y SLI.

### Club Sociónico
Los sociotipos que comparten una de cada una de las dicotomías lógico/ético e intuitivo/sensorial. Cada club contiene las relaciones de identidad, reflejo, cuasi-identidad y extinguibles. Estos clubes comprenden los sociotipos que tienden hacia intereses, actividades o vocaciones similares.
- «Investigadores» (lógicos, intuitivos) — ILE, LII, ILI, LIE
- «Practicadores» (lógicos, sensoriales) — LSI, SLE, LSE, SLI
- «Sociables» (éticos, sensoriales) — SEI, ESE, SEE, ESI
- «Humanitarios» (éticos, intuitivos) — EIE, IEI, EII, IEE

### Círculo de beneficio
Los sociotipos que tienen las relaciones de beneficio y superego forman «el círculo de beneficio».
- círculo extravertido 1 de beneficio ("generadores de energía”, según Gulenko) – ILE, EIE, SEE, LSE. . .
- círculo extravertido 2 de beneficio ("portadores de energía", según Gulenko) – ESE, SLE, LIE, IEE. . .
- círculo introvertido 1 de beneficio ("generadores de información", según Gulenko) - LII, SLI, ESI, IEI. . .
- círculo introvertido 2 de beneficio ("acumuladores de información", según Gulenko) – SEI, LSI, ILI, EII. . .

### Otros pequeños grupos
En la teoría sociónica se conocen otros pequeños grupos, entre ellos:
- grupos de temperamentos sociónicos (relaciones allegadas, de negocio y superego)
- círculo de supervisión (relaciones de supervisión y superego)

Puede ayudar el artículo modelo entidad-relación.

## Características de Reynin
En el año 1980 Aushra Augustinvichute y Larisa Kobrinskaya supusieron que además de 4 dicotomías de Jung existen también 11 características dicotómicas que se forman al multiplicar las dicotomías de Jung. Más tarde el matemático Grigoriy Reynin dio la base matemática para esta hipótesis, por eso las características recibieron su nombre. En el presente las características de Reynin se utilizan en la diagnóstica sociónica (tipización) por algunas escuelas sociónicas, al mismo tiempo otras escuelas no las reconocen (ver abajo).

### Las características que se forman al multiplicar dos dicotomías de Jung
- Democracia/aristocracia = Lógica/ética * Intuición/sensación
- Flexibilidad (Deferencia)/obstinación (pertinacia) = Lógica/ética * Extraversión/introversión
- Precaución/despreocupación = Intuición/sensación * Extraversión/introversión
- Constructivismo/emotividad = Lógica/ética * Irracionalidad/racionalidad
- Táctica/estrategia = Intuición/sensación * Irracionalidad/racionalidad
- Estática/dinámica = Extraversión/introversión * Irracionalidad/racionalidad
- Positivismo/negativismo = Lógica/ética * Intuición/sensación * Extraversión/introversión

Aclaración: dicotomías se multiplican así: Democracia/aristocracia = Lógica/ética * Intuición/sensación significa que demócratas son lógico intuitivos (Don Quijote, Robespierre, Jack London, Balzac) y ético-sensoriales (Dumas, Victor Hugo, César, Dreiser), y los aristócratas son lógico-sensoriales (Máximo Gorki, Zhúkov, Sherlock Holmes, Jean Gabín) y ético-intuitivos (Hamlet, Bradbury, Dostoyevski, Tom Sawyer). Del mismo modo se multiplican las otras dicotomías.

### Características que se forman al multiplicar tres dicotomías de Jung
- Proceso/resultado = Lógica/ética * Intuición/sensación * Irracionalidad/racionalidad
- Alegría/seriedad = Lógica/ética * Extraversión/introversión * Irracionalidad/racionalidad
- Prudente/decisivo = Intuición/sensación * Extraversión/introversión * Irracionalidad/racionalidad

### Característica que se forma al multiplicar cuatro dicotomías de Jung
- Interrogador/declarador = Lógica/ética * Intuición/sensación * Extraversión/introversión * Irracionalidad/racionalidad

### Crítica de las características de Reynin
Desde luego no todos los sociónicos reconocen a las características de Reynin. Los críticos de las características de Reynin (V. Yermak, M. y D. Lytov) remarcan que en esta hipótesis fueron reexaminados varios conceptos sociónicos básicos, también critican las investigaciones empíricas de Reynin por su incorrección metodológica. Sin embargo, en la sociónica hasta ahora hay más partidarios de las características de Reynin que contrarios.